# Kameda Akihiro
Akihiro Kameda (sinh ngày 16 tháng 12 năm 1966) là một cầu thủ bóng đá người Nhật Bản.

## Sự nghiệp câu lạc bộ
Akihiro Kameda đã từng chơi cho Urawa Reds.